# Beurs World Trade Center Rotterdam

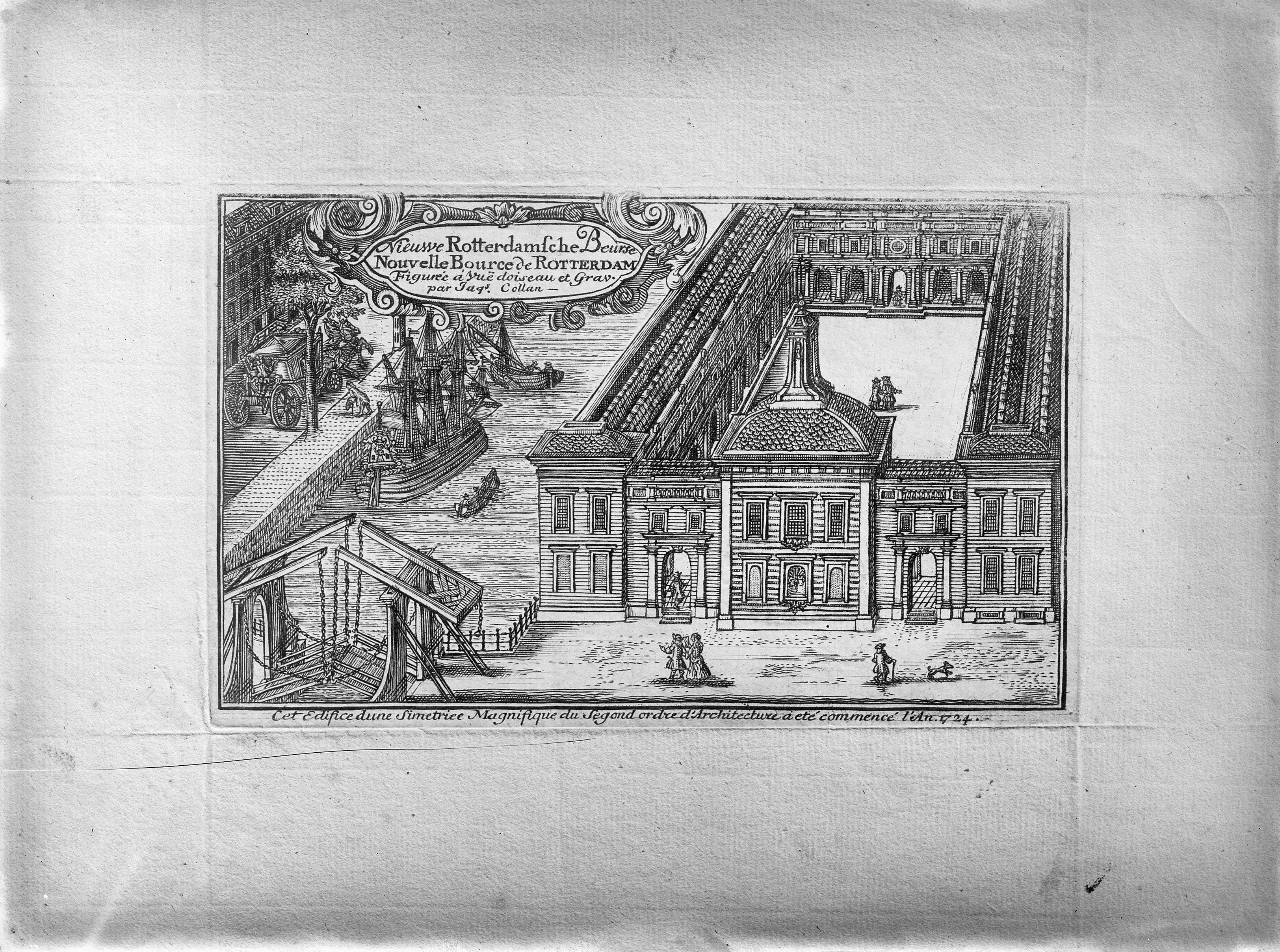
Jacques Collan: Beurs van Rotterdam rond 1736

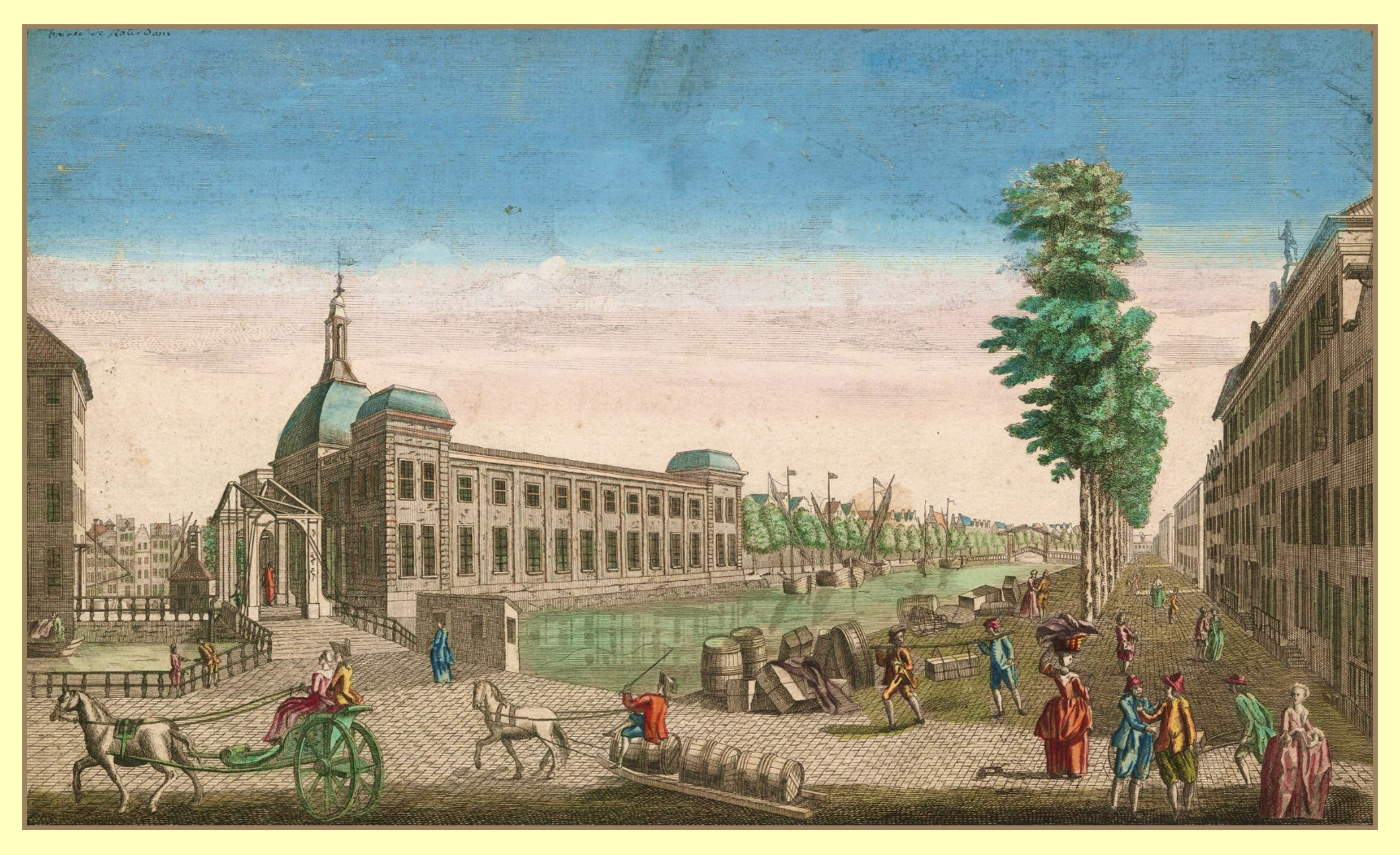
Rotterdam Beurs 1790

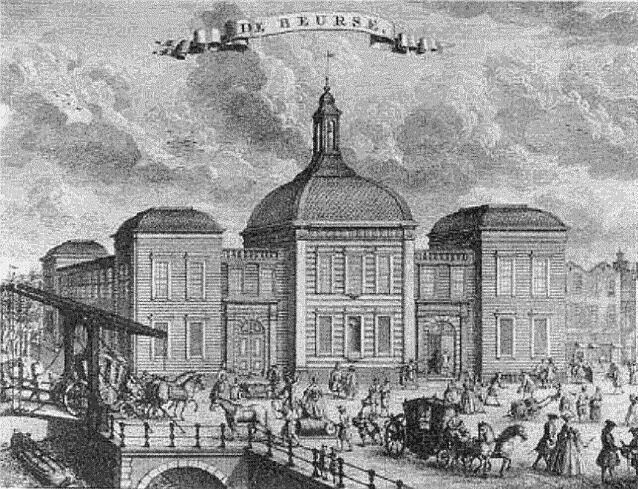
De Beurs vóór 1826, toen de Gapersbrug links werd vervangen door de stenen Beursbrug

Het World Trade Center Rotterdam (WTC Rotterdam) ligt aan de Coolsingel, het Beursplein, het Rode Zand en de Meent in het centrum van Rotterdam. Het is een zakelijk centrum in Rotterdam met circa 200 kantoren en diverse faciliteiten zoals een congrescentrum. Het hoofdgebouw is 93 meter hoog. Het World Trade Center Rotterdam heeft de status van rijksmonument.

## Geschiedenis
De geschiedenis van WTC Rotterdam (tot 2015 Beurs-World Trade Center) gaat terug tot 1598, het jaar waarin de eerste Rotterdamse Beurs werd opgericht. De opzet van deze Beurs bleek uitermate succesvol. Ruimtegebrek leidde tot de stichting van grotere beursgebouwen. Zo werd in 1635 het beursgebouw De Beurs opgericht aan de Noordblaak nabij de Gapersbrug. Toen dat te klein werd bevonden werd in 1736 De Beurs aan het Westnieuwland gebouwd. Deze was ontworpen door Adriaen van der Werff en bleef tot 1940 in gebruik.
De laagbouw van het huidige World Trade Center is als multifunctioneel beurscomplex ontworpen door architect J.F. Staal en werd gerealiseerd tussen 1936 en 1940. Bij het bombardement op Rotterdam van 14 mei 1940 kreeg het een aantal treffers, maar de schade kon vrij snel worden hersteld. In 1941 werd het heropend. Dit gebouw bevatte niet alleen handelsbeurzen en de Rotterdamse Kamer van Koophandel maar ook winkels, vergaderzalen, een bar en kantoren. Onder andere heeft het Rotterdamse veilinghuis hier in deze periode veilingen onroerend goed georganiseerd, het huidige Vendu Rotterdam. Tijdens de grote Razzia van Rotterdam, 10 en 11 november 1944 deed het gebouw dienst als een van de verzamelplaatsen waar de Duitse bezetter een deel van de opgepakte 50.000 Rotterdammers had samengedreven voor transport naar Duitsland om als dwangarbeider te worden ingezet. Zestien mannen ontliepen de verschrikkingen door zich schuil te houden in de kelder, in het ketelhuis, van het gebouw. Ter plaatse is een plaquette geplaatst (niet openbaar toegankelijk).
In 1973 werd de laagbouw van een extra verdieping voorzien. Architect van deze uitbreiding is Arthur Staal, de zoon van J.F. Staal. De horecagelegenheid in het complex is naar beide architecten vernoemd.
In 1984 werd gestart met de bouw van een nieuwe kantoortoren te midden van de al bestaande laagbouw. De groene ellipsvormige toren, ontworpen door Groosman Partners, kwam in 1986 gereed. Koningin Beatrix heropende het complex onder de naam Beurs-World Trade Center. Het werd tot 2014 beheerd en geëxploiteerd door Beurs Rotterdam N.V. Eind 2014 werd Bouwinvest Dutch Institutional Office Fund eigenaar. Die hernoemde het complex tot World Trade Center Rotterdam.

## Afbeeldingen

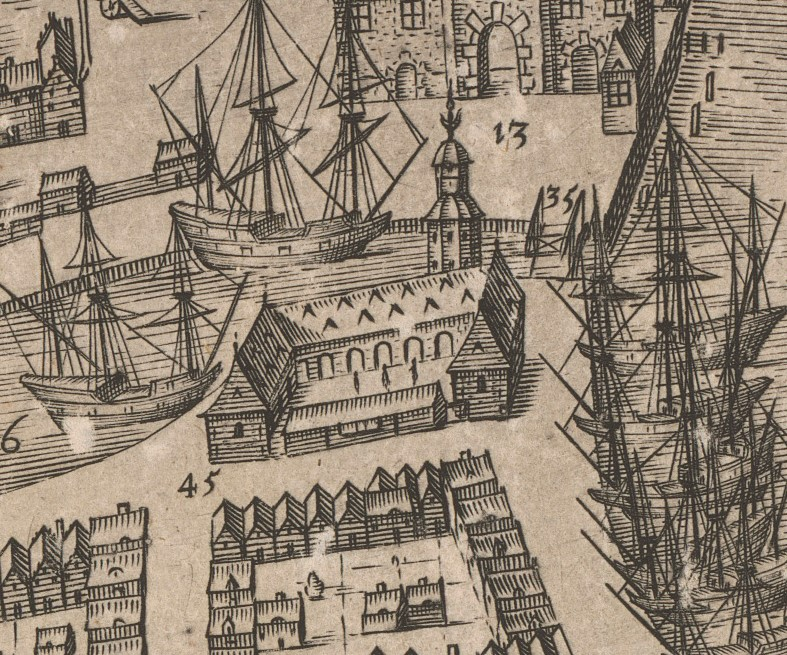
Beurs van 1598 (nr.45) op de hoek van Haringvliet en Oude Haven (zuiden is boven)
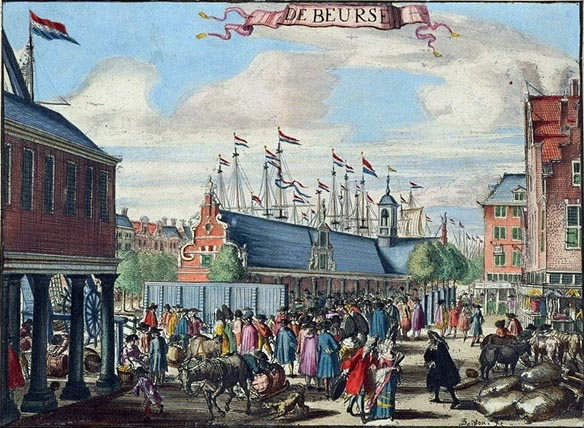
De Beurs van 1633
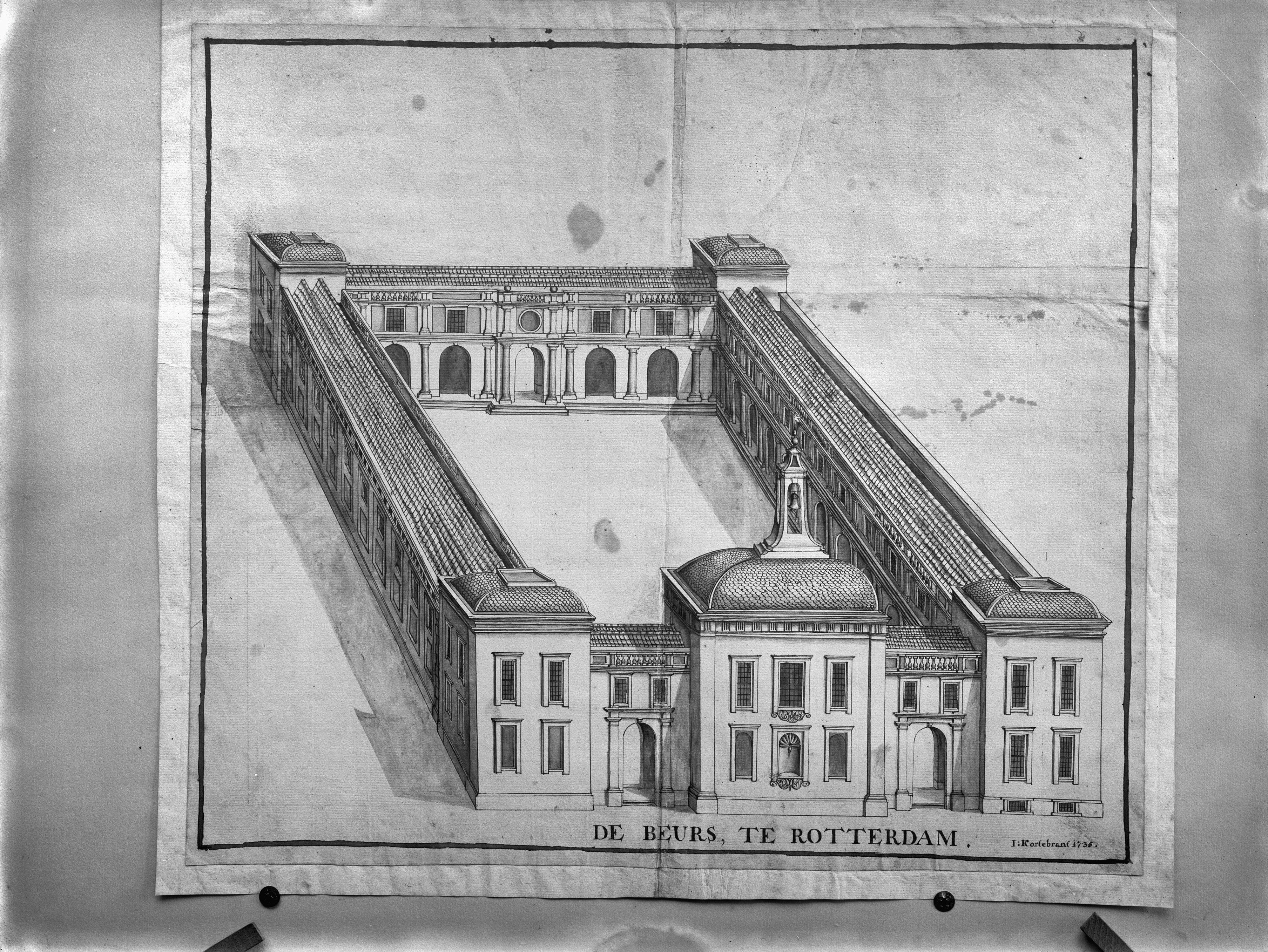
Reconstructie van De Beurs in 1736
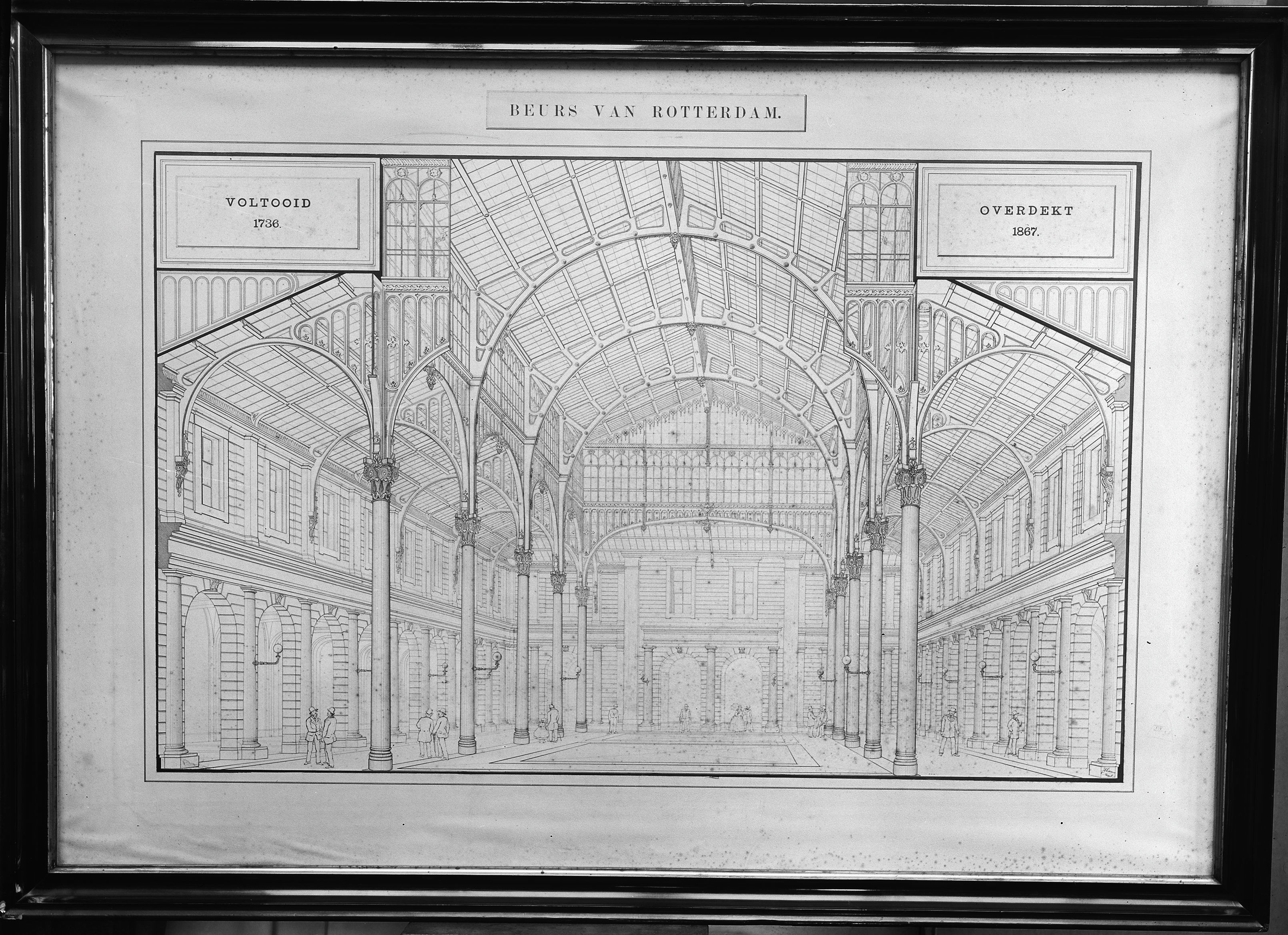
Glazen overkapping van de binnenplaats in 1867
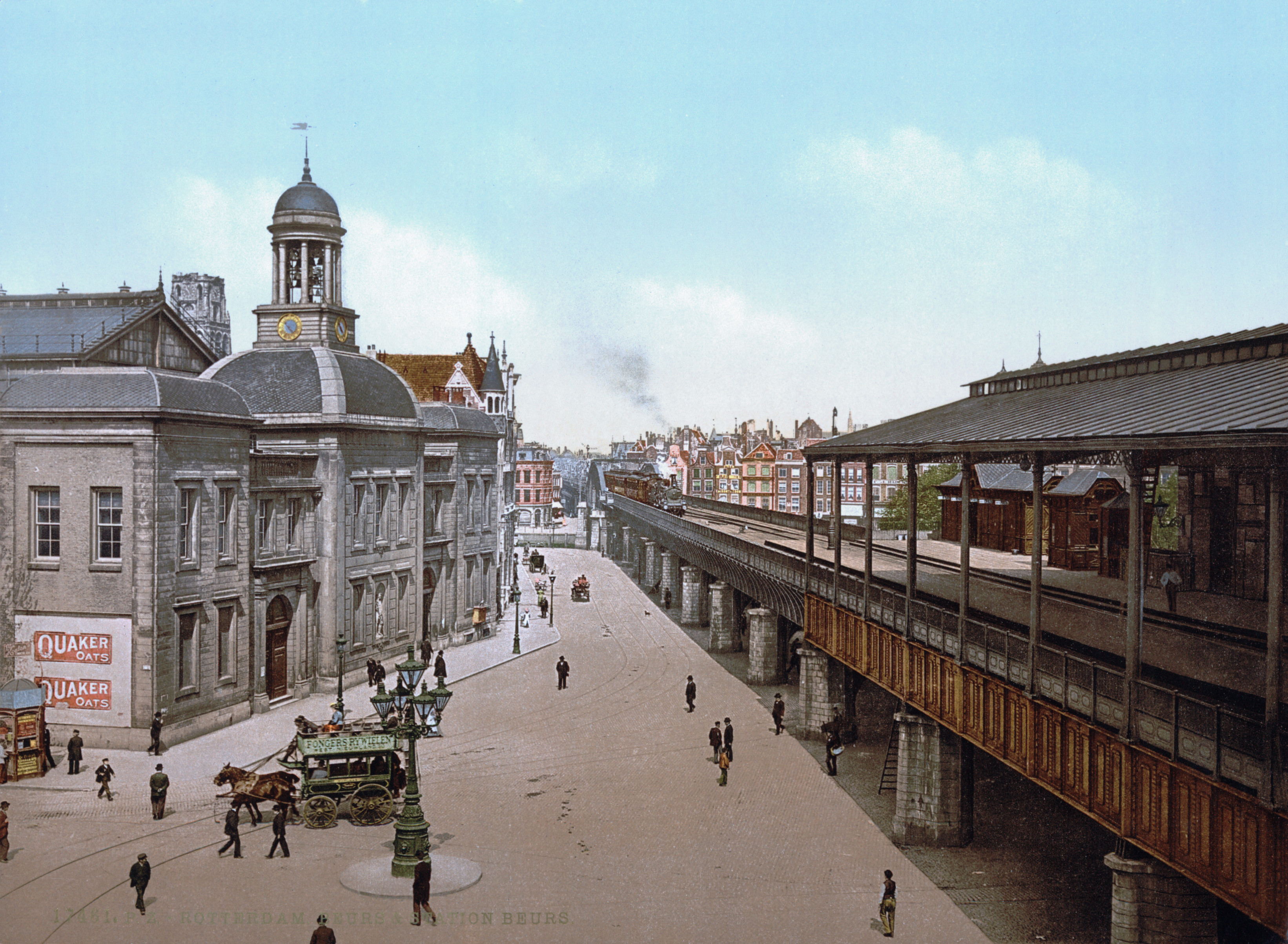
De Beurs van Rotterdam met Station Beurs ca. 1900
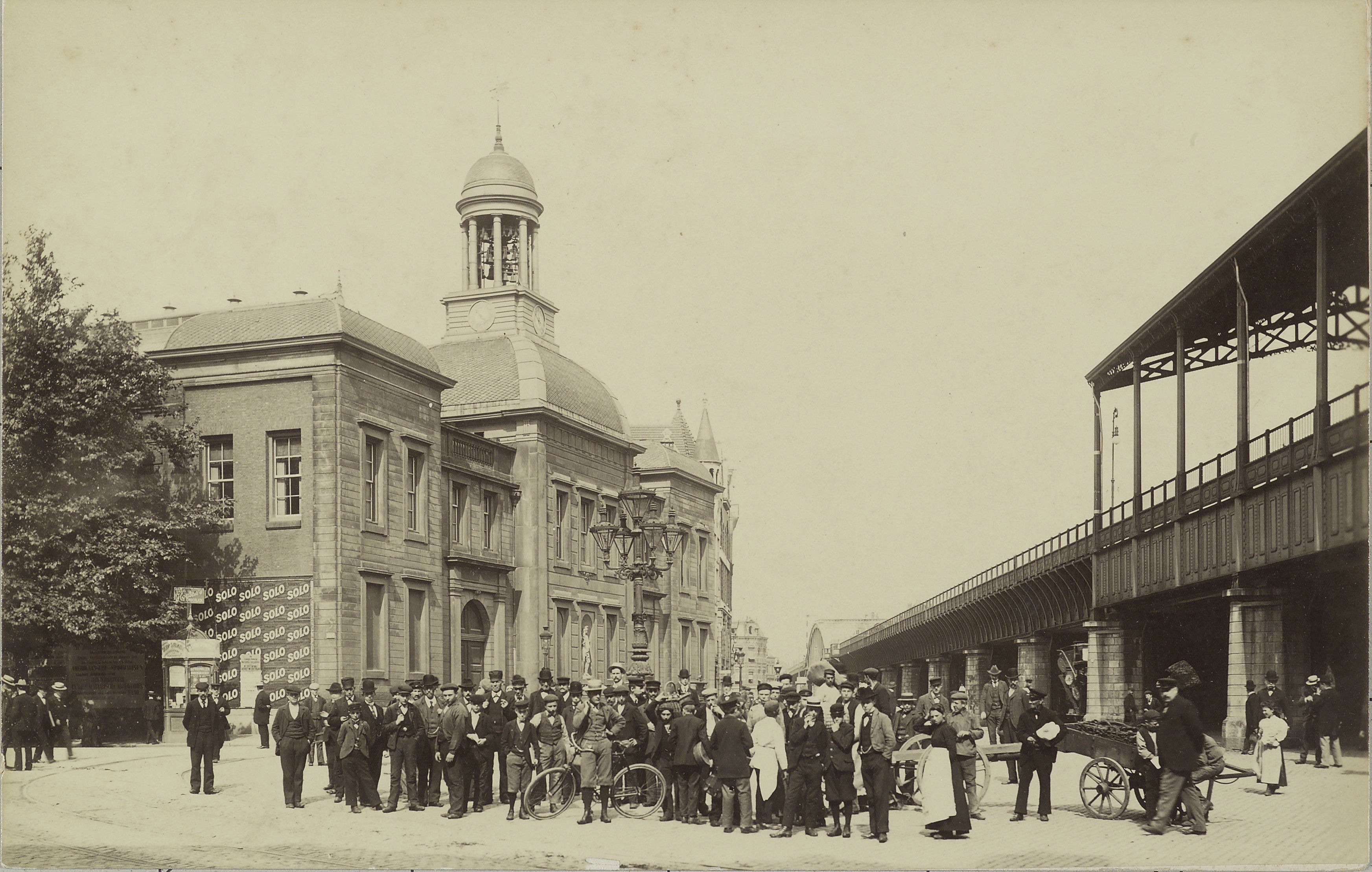
Beurs van Rotterdam ca. 1930
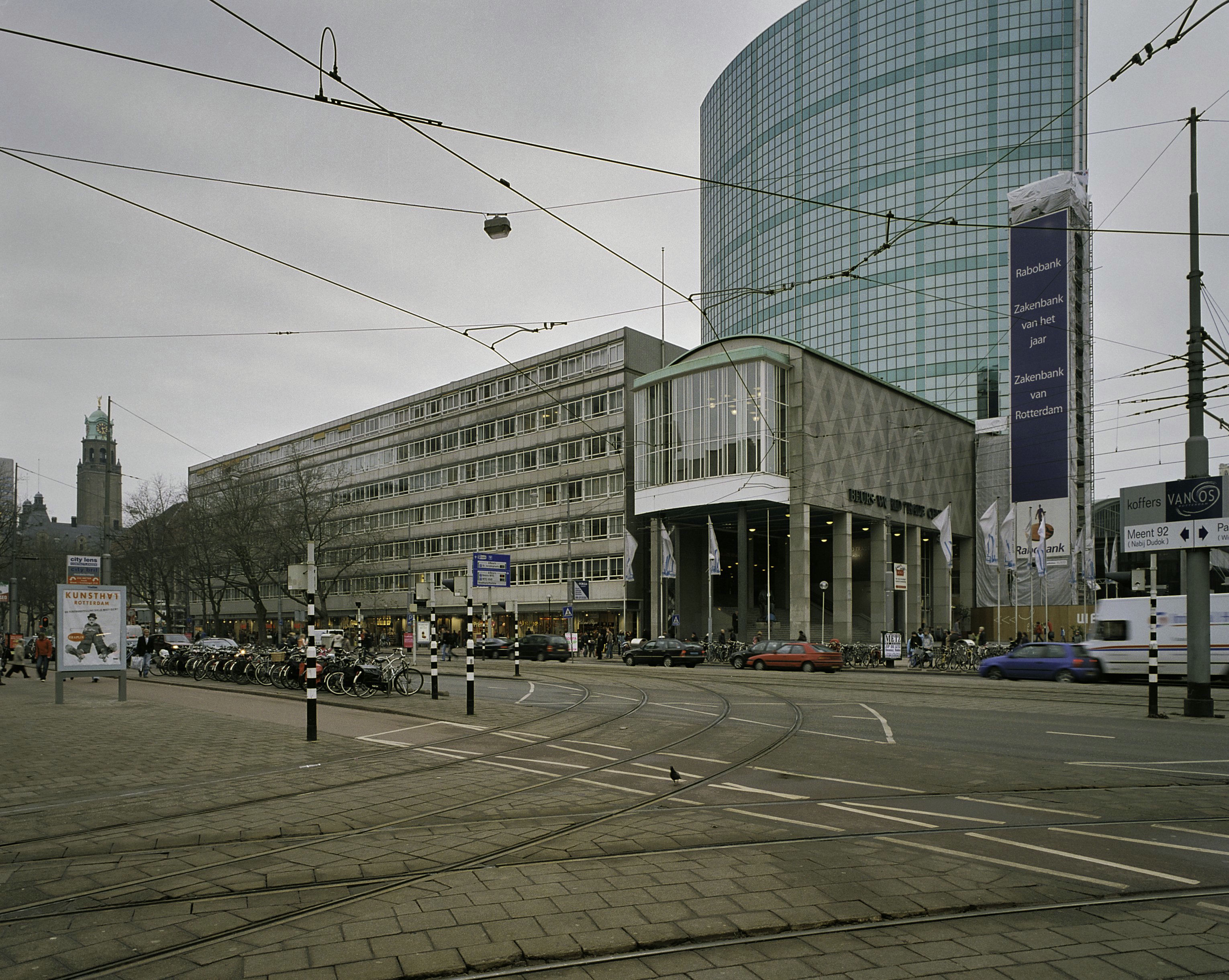
Het complex gezien vanaf de Coolsingel in 2006
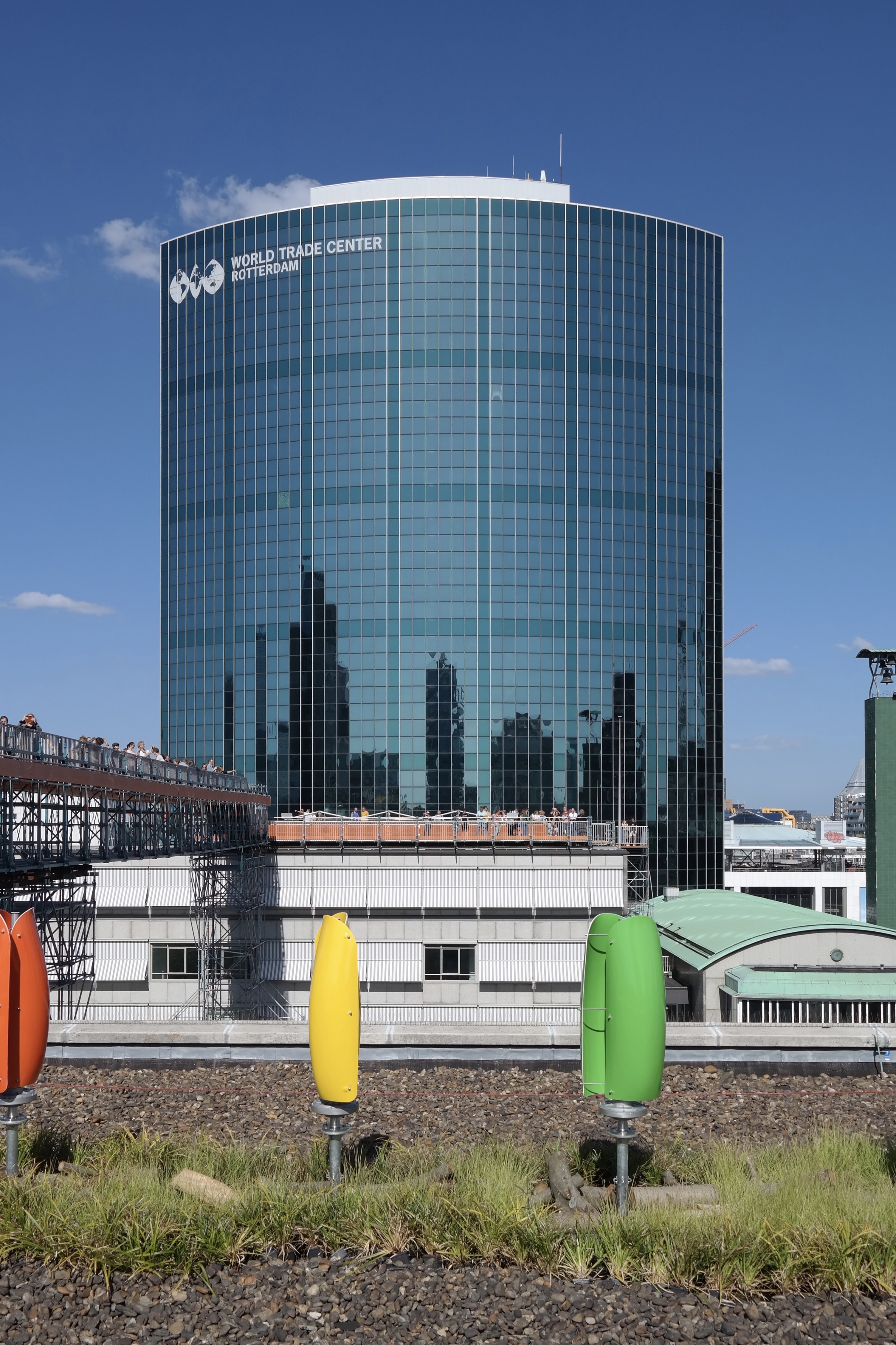
Het complex gezien vanaf het dak van De Bijenkorf in 2022